# Wim van Gelder (CDA)
Willem Teunis van Gelder (Amsterdam, 21 januari 1942) is een Nederlands politicus.
Van Gelder is een CDA-politicus, die vanaf 1974 lid van de Provinciale Staten en vanaf 1978 tevens van de Gedeputeerde Staten van Noord-Holland was. Van 16 september 1992 tot 31 januari 2007 was hij commissaris van de Koningin in de provincie Zeeland, waarna hij met pensioen ging. Van huis uit was hij een antirevolutionair en in de jaren 70 was hij betrokken het opstellen van het beginselprogramma van het CDA. Van Gelder begon zijn loopbaan als econoom bij een onderzoeksinstituut op het gebied van vervoer en adviseerde landen in Azië over scheeps- en havenbouw.

## Nevenfuncties
- Voorzitter Raad van Toezicht Estinea,instelling in de Achterhoek voor mensen met een verstandelijke beperking.
- Voorzitter Raad van Toezicht Arduin, instelling in Zeeland voor mensen met een verstandelijke beperking.
- Voorzitter Raad van Toezicht Zeeuws Radio Therapeutisch Instituut
- Voorzitter Stichting Erkenning Installateurs (SEI)
- Voorzitter Programmaraad Kasteel Groeneveld,onderdeel van het ministerie ELI, discussieplatform voor landelijk gebied en duurzaamheid.
- Voorzitter Algemeen-Nederlands Verbond

- Parlement.com: vg09llza0jzt